# ATP Challenger Kranj
Der ATP Challenger Kranj (offiziell: Iskratel Open) war ein Tennisturnier, das 2006 einmal in Kranj, Slowenien, stattfand. Es gehörte zur ATP Challenger Tour und wurde im Freien auf Sand gespielt.

## Liste der Sieger

### Einzel
| Jahr | Sieger          | Finalgegner  | Ergebnis |
| ---- | --------------- | ------------ | -------- |
| 2006 | Werner Eschauer | Gorka Fraile | 6:1, 6:0 |

### Doppel
| Jahr | Sieger                                       | Finalgegner                    | Ergebnis         |
| ---- | -------------------------------------------- | ------------------------------ | ---------------- |
| 2006 | Antonio Baldellou Esteva Héctor Ruiz Cadenas | Adrián García Damián Patriarca | 0:6, 6:2, [10:7] |